# Gaston Rébuffat
Gaston Rébuffat (Marsella, Francia, 7 de mayo de 1921 – Bobigny, 31 de mayo/1 de junio de 1985), fue un conocido alpinista y guía de montaña francés, célebre por su participación en la expedición francesa al Annapurna. La técnica de escalada llamada Gastón, se llama así por él. Recibió la condecoración francesa de caballero de la Legión de Honor en el año 1984.

## Biografía
Gaston Rébuffat descubrió la escalada en las Calanques de Marsella, y a los 16 años se inscribió en el CAF (sección Alta Provenza), donde descubrió la alta montaña y conoció a Henri Moulin al que consideraba como «su abuelo en el alpinismo».
Descubrió los Alpes y el macizo del Mont Blanc, que se convirtieron en su parque de juegos. Se convirtió en guía de montaña en 1942. Alcanzó fama internacional en 1950 como uno de los cuatro principales escaladores de una expedición francesa durante el primer ascenso del Annapurna, el pico más alto hasta entonces alcanzado y primera montaña de más de 8.000 metros de altura en ser coronada. Durante la expedición, y después de que Maurice Herzog y Louis Lachenal alcanzaran la cima el 3 de Junio, Herzog, Lachenal, Lionel Terray y Rébuffat protagonizaron un drámatico descenso hasta el campamento base.
Su hazaña montañera más destacada fue el ser el primer hombre que ascendió las seis de las grandes caras norte de los Alpes--las Grandes Jorasses, el Piz Badile, el Petit Dru, el Cervino, la Cima Grande de Lavaredo, y el Eiger. Su insistencia en ver un ascenso como un acto de armoniosa comunión con la montaña, y no una batalla emprendida contra ella, pareció radical en aquella época, aunque la estética de Rébuffat ha acabado ganando. Abrió más de 40 vías nuevas en los Alpes.

## Filmografía
Rébuffat produjo tres películas en color, representándose él mismo y a otros ascendiendo en los Alpes. Son un testimonio de su habilidad como escalador, y su amor por las montañas. Étoiles et Tempêtes ganó el Grand Prix en el Festival de cine de Trento en Italia.
- Flammes de Pierres 1953.
- Étoiles et Tempêtes con Maurice Baquet y Georges Tairraz 1955 90 mins
- Entre Terre et Ciel con Pierre Tairraz 1960-61 90 mins
- Les Horizons Gagnés con René Vernadet 1974 90 mins

Rébuffat también fue director de la segunda unidad en la película de montaña de Walt Disney titulada Third Man on the Mountain.